# Джордже Кошбук
Джеордже Кошбук (рум. George Coşbuc, *20 вересня 1866, Бистриця — †9 травня 1918, Бухарест) — румунський поет, журналіст, етнограф, історик.

## Біографія
Народився в Трансильванії, в місті Бистриця. Закінчив Клужський університет.
Збирав і перекладав народні легенди, перекази, казки, анекдоти («Blăstem de mamă», «Fata Craiuluĭ din Cetini», «Fulger», «Laur Bălaur» і ін.). У 1890 переїхав до Бухаресту, де видав «Balade şi idile» (1893) і «Fire de tort» (1896), опублікував масу віршів в журналах, склав за дорученням міністерства освіти історію визвольної війни.
Кошбук привніс в румунську літературу життєрадісний початок, невідоме Емінеску та його численним епігонам. Його найкращий твір — поема «Весілля Замфір» (рум. «Nunta Zamfirei»).
Перекладав румунською Данте, Вергілія, Шіллера.
Член Румунської академії.
Похований в Бухаресті на цвинтарі Беллу. 1996 на Алеї Класиків в Кишиневі було встановлено бюст поета.